# 康帕尼亚克 (塔恩省)
康帕尼亚克（法語：Campagnac，法語發音：[kɑ̃paɲak]）是法国奧克西塔尼大區塔恩省的一个市镇，属于阿尔比区。

## 地理
康帕尼亚克（44°1'50"N, 1°50'42"E）面积7.43 平方千米，位于法国奧克西塔尼大區塔恩省，该省份为法国南部内陆省份，北起顺时针与阿韦龙省、埃罗省、奥德省、上加龙省和塔恩-加龙省接壤。
与康帕尼亚克接壤的市镇（或旧市镇、城区）包括：阿洛、伊特扎克、圣博济勒、瓦乌尔、维约。

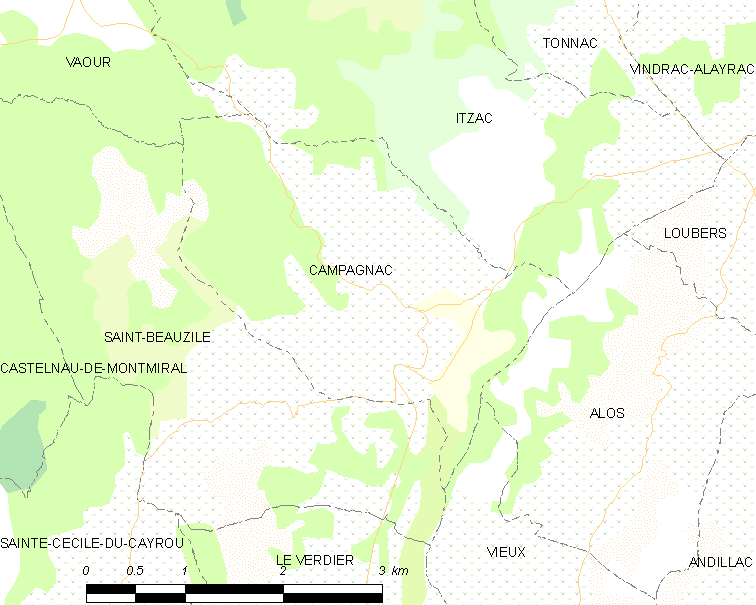
的OSM定位图

康帕尼亚克的时区为UTC+01:00、UTC+02:00（夏令时）。

## 行政
康帕尼亚克的邮政编码为81140，INSEE市镇编码为81056。

## 政治
康帕尼亚克所属的省级选区为葡萄园与城堡庄园县。

## 人口

1962-2008年间人口变化图示

康帕尼亚克于2022年1月1日时的人口数量为159人。